# فينتسيسلاف جيليف
فينتسيسلاف جيليف هو لاعب كرة قدم بلغاري في مركز الوسط، ولد في 28 فبراير 1980 في دوبريتش في بلغاريا. لعب مع نادي بيروي ستارا زاغورا ونادي دوبرودزا دوبريتش.

## وصلات خارجية
- فينتسيسلاف جيليف على موقع قاعدة بيانات كرة القدم.إي يو (الإنجليزية)